# Naenia exusa
Naenia exusa är en fjärilsart som beskrevs av Eugen Johann Christoph Esper 1786. Naenia exusa ingår i släktet Naenia och familjen nattflyn. Inga underarter finns listade i Catalogue of Life.